# الکس بروس (بازیکن فوتبال، زاده ۱۹۸۴)
الکس بروس (انگلیسی: Alex Bruce؛ زادهٔ ۲۸ سپتامبر ۱۹۸۴) بازیکن فوتبال اهل بریتانیا است. او فرزند استیو بروس مدافع پیشین منچستر یونایتد است.
از باشگاه‌هایی که در آن بازی کرده‌است می‌توان به ایپسویچ تاون، بیرمنگام سیتی، شفیلد ونزدی، هال سیتی، لیدز یونایتد، اولدهام اتلتیک، و بلکبرن روورز
، هادرسفیلد تاون، لستر سیتی، ترانموره راورز، منچستر یونایتد، اشاره کرد.
وی همچنین در تیم ملی فوتبال ایرلند شمالی بازی کرده است.